# Anthomyia cinerascens
Anthomyia cinerascens este o specie de muște din genul Anthomyia, familia Anthomyiidae. A fost descrisă pentru prima dată de Christian Rudolph Wilhelm Wiedemann în anul 1817.
Este endemică în Germania. Conform Catalogue of Life specia Anthomyia cinerascens nu are subspecii cunoscute.